# إس إم تاون
إس إم تاون (بالإنجليزية: SMTOWN)‏ هو اسم مشروع تستخدمه إس إم إنترتينمنت للألبومات التجميع، يتكون إس إم تاون من الفنانين الحاليين في الوكالة. كل عام، فنانو إس إم تاون يتعاونون معا في المهرجانات الموسيقية الصيفية والتي يمكن أن تصل مدتها من خمس إلى ست ساعات.

## فنانين إس إم تاون
- Super junior
- Red velvet
- Girls generations
- TVXQ
- BOA
- إن سي تي (فرقة)

## وصلات خارجية
- إس إم تاون على موقع ميوزك برينز (الإنجليزية)
- SM Entertainment official homepage (كورية)
- SM Entertainment official Japanese homepage (يابانية)
- إس إم تاون على سينا ويبو (صينية)